# کلافه‌لار
کلافه‌لار (به لاتین: Kalafalar) یک منطقه مسکونی در جمهوری آذربایجان است که در شهرستان بالاکن واقع شده است.